# Podul Vasco da Gama
Ponte Vasco da Gama este un pod suspendat care traversează râul Tagus în apropierea Lisabonei, în Portugalia. Este cel mai lung pod din Europa, cu o lungime totală de 17.200 de metri; podul traversează estuarul râului Tagus legând orașele Sacavém și Montijo. A fost numit în cinstea exploratorului Vasco da Gama.
- A fost proiectat să reziste unui cutremur de 4,5 ori mai puternic decât cutremurul care a lovit Lisabona în 1755  (estimat la 8,7 pe scara Richter).
- Poate rezista unei viteze a vântului de 250 km/h.
- Stâlpii de susținere îngropați cel mai adânc, de 2,2 și 1.7 metri diametru, ajung la o adâncime de 85 de metri sub nivelul mării.
- A fost proiectat să dureze 120 de ani.
- Din cauza lungimii sale, a fost nevoie să se ia în calcul și sfericitatea Pământului pentru a așeza corect stâlpii (altfel ar fi apărut o diferență de 80 de centimetri la capătul podului).
- Lățimea podului este de 30 de metri, iar deschiderea principală de 450 de metri.

Construirea podului a început în 1995 și traficul rutier a început pe 29 martie, 1998, după doar 18 luni și chiar înaintea Expo 98, un târg mondial, la 500 de ani de la descoperirea de către Vasco da Gama a căii maritime dintre Europa și India.
Pentru a parcurge podul spre nord trebuie plătită o taxă de 2,15 euro; în sens invers accesul este liber.

## Legături externe
Materiale media legate de Podul Vasco da Gama la Wikimedia Commons
- en  Informații generale
- en  Știrea BBC despre inaugurarea podului